# Juan Diego Gómez
Juan Diego Gómez Jiménez (Medellín, 26 de noviembre de 1975) es un político y abogado colombiano. 
Dirigente del Partido Conservador, se ha desempeñado en múltiples cargos públicos, entre ellos Diputado a la Asamblea Departamental de Antioquia en dos períodos consecutivos (2004-2007 y 2007-2010), Representante a la Cámara por Antioquia (2010-2014) y Senador de la República (2014 - 2018 y 2018-2022). 
Ha sido vicepresidente del Comité Ejecutivo de Globe Colombia, Copresidente y fundador del ICCF Caucus Conservasionista en Colombia, Fundador del Foro Mundial contra el cambio climático y miembro por Colombia de la Comisión de seguimiento de la Alianza Pacífico.

## Biografía

### Educación y carrera temprana
Nacido en Medellín en noviembre de 1975, se graduó de abogado de la Universidad de Medellín; así mismo, posee una Maestría en Estudios Políticos de la Universidad Pontificia Bolivariana.
Su familia es originaria de El Santuario y es sobrino del Representante a la Cámara por Antioquia Pedro Antonio Jiménez Salazar, de quien heredó su caudal político. Primero fue Concejal de El Santuario y luego jefe del Directorio Municipal.

### Asamblea Departamental de Antioquia
En las elecciones regionales de 2003 llega a la Asamblea Departamental de Antioquia para el periodo 2004-2007, donde se desempeñó como Presidente de la Comisión de Paz; dos veces Presidente de la Comisión de Presupuesto, Vicepresidente de la Comisión de Hacienda y Crédito Público; Miembro de la Comisión de Códigos; Ponente de la Ordenanza de Presupuesto.
Se destaca además durante su primera gestión como diputado al ser Vocero ante el Gobierno Nacional para presentar propuesta de integración de mercados de Empresas Públicas de Medellín y la Empresa Antioqueña de Energía; también fue vocero de la Federación Colombiana de Diputados ante el Ministerio del Interior, para discutir la situación salarial y prestacional de estos. Finalmente se aprobó un Proyecto de Ley que fue objetado por el Gobierno Nacional.
Reelegido Diputado (2007-2011), fue nombrado Vicepresidente de la Asamblea Departamental de Antioquia, cargo que desempeñó durante todo el 2007. En esta segunda temporada, fue además Autor y ponente del Proyecto de Ordenanza que establece la construcción de albergues regionales para animales.
| Cargo público                                | Partido político               | Fecha Inicio        | Fecha Fin           |
| Senador de Colombia                          | Partido Conservador Colombiano | 20 de julio de 2014 |                     |
| Representante a la Cámara                    | Partido Conservador Colombiano | 20 de julio de 2010 | 19 de julio de 2014 |
| Diputado Asamblea Departamental de Antioquia | Partido Conservador Colombiano |                     |                     |
| Diputado Asamblea Departamental de Antioquia | Partido Conservador Colombiano |                     |                     |

### Cámara de Representantes
En las elecciones legislativas de Colombia de 2010 resultó elegido como Representante a la cámara por Antioquia por el Partido Conservador con 38,712 votos, en representación de Antioquia. En su paso por la Cámara de Representantes de Colombia hizo parte de la Comisión Quinta de dicho órgano legislativo, habiendo sido presidente de esa comisión entre 2012 y 2013. 
Durante su por la cámara baja, criticó la reforma pensional, la creación de Colpensiones, la reforma a la salud, entre otros temas, por considerar que "atentan contra el bienestar de las familias en Colombia". Así mismo, lideró el llamado acuerdo Minero, que buscaba el desarrollo de relaciones armónicas entre el desarrollo industrial y la defensa del medio Ambiente, así como la inclusión de la grande y pequeña minería en las decisiones de Estado.

### Senado
En las elecciones legislativas de Colombia de 2014 dio el paso al Senado de la República, obteniendo una votación de 57.634 sufragios. En la cámara alta ha sido promotor de la comisión accidental para seguimiento al Pacto Agrario, establecido hace un año con los campesinos de Colombia, en agosto de 2014 y de la comisión para inspección de conocimiento en campo rubiales.
Así mismo comienza a caracterizarse por sus múltiples proposiciones en aspectos como: Calidad de los Combustibles, Formalización Minera, Normativa de Páramos y Humedales, Promoción de la Ley 1715 de Energías Renovables No Convencionales, Sistema General de Regalías, entre otros.
Ha sido miembro de la Comisión Segunda y la Comisión Quinta, siendo vicepresidente de la Comisión de Inteligencia y contrainteligencia.
El 20 de julio de 2021 fue electo como Presidente del Senado, en reemplazo de Arturo Char Chaljub, debido al pacto de partidos. Sus vicepresidentes fueron Maritza Martínez como primera vicepresidenta y Gustavo Bolívar como segundo vicepresidente.
Su elección como Presidente del Senado fue controvertida debido a sus antecedentes , que incluyen un negocio con dos socios de un narcotraficante, una denuncia por estafa, una disputa familiar por tierras, y el embargo de su apartamento, su sueldo y su carro.

## Investigaciones
El Senador Juan Diego Gómez se encuentra en proceso de investigación a raíz de reuniones con el presidente de la multinacional brasilera en Colombia, Eleuberto Martorelli. Adicionalmente, se encuentra en un proceso penal por una irregularidad en un predio de Medellín, en el barrio Laureles. (5MAR2018)